# Lega della Libertà di Lituania
La Lega della Libertà di Lituania (in lituano: Lietuvos Laisves Lyga - LLL) è stata un'organizzazione di dissidenti sovietici lituani nata nel 1978; trasformatasi in partito politico dopo la dissoluzione dell'URSS, confluì nell'Unione delle Destre di Lituania nel 2001.

## Storia
Fondata il 14 giugno 1978 dall'economista Antanas Terleckas, Lega della Libertà di Lituania costituì il principale gruppo di opposizione al regime comunista. Dopo il crollo dell'URSS, registrò un rapido declino a vantaggio del nascente Movimento Riformatore di Lituania e, nel 1992, dovette affrontare la scissione della componente legata a Vytautas Šustauskas, che dette vita all'Unione della Libertà di Lituania.
Alle elezioni parlamentari del 1992 il partito ottenne poco più dell'1% dei voti, raggiungendo l'1,5% alle parlamentari del 1996. In occasione delle parlamentari del 2000 si presentò in soli quattro collegi uninominali: il miglior risultato fu ottenuto nel collegio di Nevezio dallo stesso Terleckas, che ottenne il 15,5% dei voti.
Nel 2001 il partito confluì nell'Unione delle Destre di Lituania (Lietuvos Dešiniųjų Sąjunga - LDS) insieme al Partito dei Democratici di Lituania, al Partito dell'Indipendenza (Nepriklausomybės Partija) e al Partito Popolare della Patria (Tėvynės Liaudies Partija). Nel 2004, LDS confluirà a sua volta nell'Unione della Patria - Conservatori di Lituania, mentre Terleckas aderirà al Partito dei Democratici Liberali nel 2005.

## Risultati elettorali
| Elezione          | Voti   | %    | Seggi   |
| ----------------- | ------ | ---- | ------- |
| Parlamentari 1992 | 22.034 | 1,19 | 0 / 141 |
| Parlamentari 1996 | 12.562 | 1,96 | 0 / 141 |